# 沃洛什涅 (盧吉尼區)
51°9′37″N 28°13′51″E / 51.16028°N 28.23083°E
沃洛什涅（烏克蘭語：Волошине），是烏克蘭北部的村莊，隸屬日托米爾州的科羅斯滕區。該村始建於1908年，面積0.56平方公里，海拔高度192米，2001年該村落人口173。